# Alburg
Alburgh (tot 2006: Alburg) is een plaats (town) in de Amerikaanse staat Vermont, en valt bestuurlijk gezien onder Grand Isle County. Een dorp met dezelfde naam maakt deel uit van de town.

## Demografie
Bij de volkstelling in 2000 werd het aantal inwoners vastgesteld op 1952.. Het dorp telde 488 inwoners.

## Geografie
Volgens het United States Census Bureau beslaat de plaats een oppervlakte van
126,4 km², waarvan 75,9 km² land en 50,5 km² water.

## Plaatsen in de nabije omgeving
De onderstaande figuur toont nabijgelegen plaatsen in een straal van 28 km rond Alburgh.